# École nationale supérieure des mines de Saint-Étienne
École nationale supérieure des mines de Saint-Étienne je francouzská univerzita, grande école, založená v roce 1816 se sídlem v Saint-Étienne. Mezi cíle, které si univerzita stanovila, patří podpora rozvoje svých studentů a firem prostřednictvím řady kurzů a výzkumných oblastí, od počáteční přípravy všeobecných inženýrů ingénieurs civils des mines až po výuku doktorátu; od materiálových věd po mikroelektroniku procházející procesním inženýrstvím, mechanikou, životním prostředím, stavebnictvím, financemi, informačními technologiemi a zdravotním inženýrstvím.
Škola byla založena 2. srpna 1816 na příkaz Ludvíka XVIII.

## Slavní studenti a absolventi
- Henri Fayol, francouzský neoklasický ekonom a teoretik